# Heeresgruppe D
Heeresgruppe D was een legergroep van het Duitse leger tijdens de Tweede Wereldoorlog. Deze Heeresgruppe werd opgericht op 26 oktober 1940 en werd opgeheven op 22 april 1945.

## Geschiedenis
Heeresgruppe D werd op 26 oktober 1940 uit delen van Heeresgruppe C gevormd. In de loop van de oorlog werd zij als opperbevelhebber van het Westelijk Front beschouwd en had zodoende ook het bevel over de andere Heeresgruppen.

## Commando[1]
| Rang                 | Naam                | Begin            | Eind             | Opmerking |
| -------------------- | ------------------- | ---------------- | ---------------- | --------- |
| Generalfeldmarschall | Erwin von Witzleben | 25 oktober 1940  | 4 februari 1940  |           |
| Generalfeldmarschall | Gerd von Rundstedt  | 4 februari 1940  | 15 maart 1942    |           |
| Generalfeldmarschall | Günther von Kluge   | 15 maart 1942    | 2 juli 1944      |           |
| Generalfeldmarschall | Walter Model        | 17 augustus 1944 | 4 september 1944 |           |
| Generalfeldmarschall | Gerd von Rundstedt  | 4 september 1944 | 9 maart 1945     |           |
| Generalfeldmarschall | Albert Kesselring   | 9 maart 1945     | 8 mei 1945       |           |

## Eenheden
| Periode        | Eenheden                                                              |
| November 1940  | 1. Armee, 6. Armee, 7. Armee                                          |
| Mei 1941       | 1. Armee, 7. Armee, 15. Armee                                         |
| Juni 1942      | 1. Armee, 7. Armee, Armeegruppe Felber, 15. Armee                     |
| Juni 1943      | 1. Armee, 7. Armee, Armeegruppe Felber, 15. Armee                     |
| September 1943 | 1. Armee, 7. Armee, 19. Armee, 15. Armee                              |
| Mei 1944       | Armeegruppe G, Heeresgruppe B, Panzergruppe West, 1. Fallschirm-Armee |
| Augustus 1944  | Armeegruppe G, Heeresgruppe B                                         |
| Oktober 1944   | Heeresgruppe G, Heeresgruppe B, XXV. Armee-Korps                      |
| December 1944  | Heeresgruppe G, Heeresgruppe B, Heeresgruppe H, 6. Panzerarmee        |
| April 1945     | 19. Armee, Heeresgruppe G, 11. Armee, 24. Armee                       |